# البدرشين
البدرشين مدينة ومركز بمحافظة الجيزة تشتهر بصناعة الأثاث ومصانع الزيوت والصابون. وأهل المركز مزارعون بالمقام الأول. وبها كوبري المرازيق عند قرية «الشوبك».

## التاريخ
بمركز البدرشين وجدت عاصمة مصر القديمة منف - ميت رهينه حاليا - والتي تعدّ أقدم عاصمة في تاريخ مصر، ومدينة البدرشين لها فخر أن محافظة الجيزة باكملها تحتفل بالعيد القومي على غرار ما فعلوه أبناء قرية الشوبك في أنهم أزالوا القضبان الحديدية، وأوقفوا القطار بالجنود الإنجليز. أما بالنسبة للتمثيل النيابي فكانت دائرة البدرشين تضم مدينة الحوامدية وقراها ولكن الآن أصبحت البدرشين دائرة مستقلة والحوامدية دائرة أخرى.
يرجع تاريخ إنشاء هذة المدينة إلى ما قبل الميلاد بخمسة آلاف عام عندما كانت مصر عبارة عن مملكتين مملكة الشمال وعاصمتها هليوبوليس عين شمس حاليا ومملكة الجنوب وعاصمتها مدينة طيبة[ ؟ ] الأقصر حاليا وقام الملك مينا بتوحيد القطرين الشمالي والجنوبي وأقام المملكة المصرية واتخذ من مدينة منف ميت رهينة حاليا والتي تقع بقلب مدينة البدرشين أول عاصمة لمصر، وأقام بها أول حكومة مركزية عرفت في تاريخ البشرية. وتضم المدينة أقدم الآثار المصرية حيث يوجد به بقرية أبوصير أقدم أهرامات التاريخ وهي أهرامات معابد الشمس وفي قرية سقارة أول بناء حجري في التاريخ وهو هرم الملك زوسر المدرج وأهرام منشاة دهشور مثل هرم سنفرو الذي يعد أول هرم كامل في التاريخ وهرم امنمحات الثانى و هرم امنمحات الثالث والعديد من المعابد مثل معبد الملك رمسيس الثاني، والذي اكتشف فيه تمثال الملك رمسيس الثاني والذي نقل إلى ميدان باب الحديد رمسيس حاليا بقلب القاهرة ثم نقل بعد ذلك إلى ميدان الرماية عند مدخل الأهرام، كما يوجد (بقرية العزيزية) السجن الذي أقام فيه يوسف عليه السلام ومخازن الغلال والتي شيدها في عصر تواجدة بالمدينة وكذلك مسجد موسى بجوار سجن يوسف بقرية العزيزية.

## الموقع الجغرافي
تقع مدينة البدرشين على أطراف العاصمة المصرية القاهرة وتبعد عنها بحوالي 32 كيلو مترا ناحية الجنوب، ويحدها من الشرق نهر النيل ومدينة حلوان ومن الجنوب مدينة العياط ومن الغرب صحراء مصر الغربية ويوجد بها أقدم أكبر كوبري علوي على النيل، لعبور السيارات والقطارات كوبري المرازيق عند مدخل قرية الشوبك ويربط المدينة بباقي مدن وقرى الجيزة بالشرق ومدينة البدرشين مدينة كبيرة المساحة والسكان حيث يبلغ تعدادها أكثر من 90 ألف نسمة. وهي مركز تجاري وصناعي هام بمحافظة الجيزة وتضم المدينة عددا كبيرا من القرى الريفية أهمها سقارة وميت رهينة وقرية دهشور والمرازيق والشوبك الغربي والطرفايه وتشتهر قرية الطرفايه بعمال طائفه المعمار من حدادين ونجارين مسلح على أعلى مستوي والمرازيق وقلعة المرازيق وأبورجوان القبلي، وأبورجوان البحرى وأبوصير والعزيزية وتشتهر مدينة البدرشين بصناعة الموبيليا حيث تعدّ هي المنافس الرئيسى لمحافظة دمياط في هذا المجال وبها الكثير من المصانع مثل مصانع الزيوت والصابون ومصانع السجاد والموكيت ومصانع النيل لإنتاج الملابس الجاهزة ومصانع إنتاج السفن والفنادق العائمة ومصانع إنتاج اللوحات الكهربائية وزراعيا تنتج المدينة أكثر من ثلث إنتاج مصر من تمر النخيل عالى الجودة. تعدّ البدرشين من المدن التجارية الهامة حيث يقصدها يوميا آلالاف من القرى للعمل بالتجارة داخل أسواقها أو لشراء احتياجاتهم من جميع السلع والبضائع.

## المناسبات
يحتفل أبناء المدينة بوجه خاص ومحافظة الجيزة بوجه عام بيوم الحادي والثلاثين من مارس من كل عام بالعيد القومي للمحافظة ويرجع اختيار ذلك اليوم إلى تاريخ الاحتلال البريطاني لمصر حينما قام أبناء نزله الشوبك في ذلك اليوم بقطع السكك الحديدية وإزالتها لحرمان قوات الاحتلال من نقل عتادة وجنودة إلى جنوب مصر وادى ذلك إلى انقلاب إحدى القطارات القادمة من القاهرة واشتبك أبناء نزله الشوبك مع من تبقى من جنود الاحتلال وعرفت المعركة بمعركة أبوطوريه حيث تصدى أهل نزله الشوبك شبابا ورجالا ونساء لقوات الاحتلال وكبدوه خسائر فادحة في الأرواح والعتاد مما جعل من العدو الانجليزى ينقل جنوده وعتاده عن طريق نهر النيل اعتقادا منه أنه الأكثر أمنا بعد هذه المعركة وقد اشتهرت المدينة بلقب أنها مصنعا للرجال. وليست المدينة وحدها التي تحتفل هذا اليوم، بل في الجيزة بأكمالها، حيث يقام احتفال سنوي كل عام في نزله الشوبك ويأتي المحافظ والقيادات الشعبية والمحلية إلى البدء للاحتفال بالعيد القومي للجيزة وهو يقام كل عام في 31 من شهر مارس.

## شوارع رئيسية
يوجد بالمدينة عدة شوارع رئيسية منها:
- شارع آثار سقارة وهو من أقدم شوارع المدينة وأشهرها كونه مركزا تجاريا
- وشارع المستشار باهي المتناوي (النيل السعيد سابقا) الذي يبدأ من طريق النيل شرقا إلى قلب المدينة غربا،
- وشارع مصر أسيوط البطئ والذي يبدأ من مبنى مدارس مصر العليا شمالا إلى موقف سيارات المدينة جنوبا،
- وشارع عباس عنانى الذي يبدأ من محطة القطارات شمال شرقي المدينة إلى الجنوب الغربي وهو طريق دائري حول المدينة ويعرف حاليا بشارع المعارض لكثرة محلات بيع الاثاث والموبيليا وتجارة الإسفنج
- ومن الشوارع الحيوية بالمدينة شارع الشهيد محمد المتناوي (بور سعيد سابق) ويبدأ من الكوبرى الجديد وينتهى بمعبد رمسيس بميت رهينة.
- وشارع عبد المنعم لبنه ويبدأ شمالاً من طريق أبو ربع إلى المدرسة الثانوية.وشارع محمد لبنه ويبدأ من المحكمة القديمة إلى مقابر المدينة غربا.
- ومن الشوارع المزدحمة تجاريا بالمدينة شارع أبو شميله (صيدناوى) فخر الدولة سابقا والبستان بغرب المدينة، وشارع أبو جبة في منتصف مدينة البدرشين.
- وشارع البستان من أعرق شوارع البدرشين وتوجد به أكثر كثافة سكانية

## المدارس
- المعهد الديني -إعدادي -ابتدائي -ثانوي -بنين -بنات
- مدرسة البدرشين الثانوية بنين
- مدرسة البدرشين الإعدادية بنات
- مدرسه النصر الابتدائيه
- مدرسه الجعودى الابتدائية
- مدرسه البدرشين الابتدائية
- مدرسه التحرير الابتدائية
- مدرسه احمد عرابى الابتدائية
- المدرسة الثانوية الصناعية بنين
- المدرسة الثانوية بنات (مدرسه الشهيد مصطفي محمد أبو زيد الثانوية)
- مدرسه الثانوية التجارية المشتركة
- مدارس مصر العليا الخاصة
- مدارس منف الخاصة المشتركة
- مدرسة عباس عناني الابتدائية